# Sistema biològic

Nivells d'organització en el cas dels humans.

Un sistema biològic és una xarxa complexa que connecta diverses entitats biològicament rellevants. L'organització biològica abasta diverses escales que es determinen basant-se en les diferents estructures de cada sistema. Cal tenir en compte els nivells d'organització de la matèria viva.

### Exemples de sistemes biològics
- A nivell macro són les poblacions d'organismes
- A nivell d'òrgans i teixits en mamífers i altres animals inclouen els sistemes o aparells orgànics com el sistema circulatori, el sistema respiratori i el sistema nerviós entre d'altres.
- A escala micro i nanoscòpica els sistemes biològics són les cèl·lules, els orgànuls, els complexos macromoleculars i les vies reguladores.

### Terminologia
En un terme més àmpli que sistema orgànic, el sistema biològic es refereix a l'organització jeràrquica de la vida. Abasta en el seu conjunt ecosistemes, òrgans, teixits i cèl·lules. Són components biològics altament organitzats que interactuen pel manteniment dels processos vitals en un organisme. El cos humà conté un sistema biològic on tots els components treballen ensems per dur a terme una tasca determinada.
Els sistemes o aparells són un nivell biològic d'organització que sovint està constituït per la concurrència funcional de diversos sistemes. Els sistemes orgànics comparteixen certa coherència morfològica i funcional, tant en els seus òrgans i teixits, com en les seves estructures i origen embriològic.

Cor, organ del sistema muscular i circulatori

## Característiques generals dels sistemes biològics
Els sistemes biològics són formats per una complexa organització de molècules que combinen de manera harmònica i originen la cèl·lula. Totes tenen els components necessaris per a la realització de les funcions vitals i per poder interactuar i generar un ésser viu únic, organitzat i complex.
En el cas dels humans, les molècules que en constitueixen l'organisme, són formades per diversos elements principals com l'oxigen en un 65%, el carboni en un 18%, l'hidrogen en un 10%, i el nitrogen en un 3%, que en conjunt sumen aproximadament el 96% de la massa de la cèl·lula. El 4% restant està compost per elements com el calci, fòsfor, potassi, sofre, sodi i el magnesi entre d'altres.

### Metabolisme
En els sistemes biològics existeix una estreta relació entre el seu medi intern i el medi extern d'on extreuen els compostos necessaris per conservar l'organització interna, l'estructura i l'activitat. Amb aquesta finalitat, els sistemes biològics realitzen, en el seu interior un gran nombre de reaccions químiques que, en conjunt, els mantenen vius.

### Homeòstasi
Els sistemes necessiten l'energia i els nutrients per al seu funcionament intern i extern, per mantenir l'organització i l'estructura, desenvolupar els processos químics i fabricar el material genètic. El conjunt d'aquests mecanismes i funcions d'autorregulació s'anomena l'homeòstasi.

### Reproducció
Una característica important dels sistemes biològics és la reproducció, que garanteix la continuïtat i la generació de descendents iguals o semblants als progenitors perpetuant el material genètic.

### Irritabilitat
Els sistemes biològics poden sobreviure als canvis de la natura gràcies als processos d'adaptació. Són irritables i generen respostes en forma de modificacions evolutives que milloren les oportunitats de supervivència, de reproducció i d'evolució i els permeten superar els canvis i les tendències climàtiques i ambientals.
Les adaptacions dels sistemes biològics poden ser:
- estructurals, comportant canvis a les parts externes dels organismes.
- fisiològiques, quan estan relacionades amb el funcionament intern i el metabolisme dels òrgans.
- etològiques, si es produeixen canvis en la conducta/comportament dels organismes davant de pressions ambientals.

Aquests tipus d'adaptacions els proporcionen les característiques adequades per sobreviure en el seu ambient. Molts sistemes biològics tenen la capacitat de detectar i respondre als estímuls del medi intern i extern: la manca de nutrients, les concentracions iòniques i els canvis de llum i temperatura. La resposta depèn de l'estímul, físic o químic, i de la pròpia complexitat de l'organisme.

## Sistema d'òrgans i teixits

### Llista de sistemes orgànics
Article principal: Sistema orgànic
Els principals sistemes són:
- Aparell circulatori
- Aparell digestiu
- Sistema endocrí
- Sistema excretor
- Sistema immunitari
- Sistema limfàtic
- Sistema muscular
- Sistema nerviós
  - Sistema nerviós autònom
  - Sistema nerviós central
  - Sistema nerviós somàtic
  - Sistema nerviós perifèric
- Sistema ossi
- Sistema urogenital
- Sistema tegumentari

## Sistema d'orgànuls cel·lulars
Article principal: Orgànul
Els components es determinen depenent si la cèl·lula és eucariota o procariota.
- Nucli (només eucariotes): emmagatzematge de material genètic i centre "director" de la cèl·lula.
- Citosol: component del citoplasma format per un medi aqüós semblant a la gelatina.
- Membrana cel·lular (membrana plasmàtica):
- Reticle endoplasmàtic: part exterior de l'embolcall nuclear que forma un canal continu utilitzat per al transport. Format pel reticle endoplasmàtic rugós i el reticle endoplasmàtic llis
- Reticle endoplasmàtic rugós: considerat "rugós o aspre" a causa dels ribosomes units a la canalització. Format per cisternes que permeten la producció de proteïnes
- Reticle endoplasmàtic llis: emmagatzematge i síntesi de lípids i hormones i desintoxicació
- Ribosoma: lloc de síntesi biològica de les proteïnes essencials per a l'activitat interna
- Mitocondri: "central elèctrica" de la cèl·lula; lloc de respiració cel·lular.
- Lisosoma: lloc de descomposició de material rebutjat dins de la cèl·lula
- Peroxisoma: descomposició dels materials tòxics dels enzims digestius
- Aparell de Golgi (només eucariotes): xarxa plegada implicada en la modificació, el transport i la secreció
- Cloroplast: lloc de la fotosíntesi i emmagatzematge de la clorofil·la

## Història
La noció de sistema (o aparell) es basa en el concepte de funció vital o orgànica on un sistema és un conjunt d'òrgans amb una funció definida.
Aquesta concepció ja era present a l'Antiguitat a través d'Aristòtil i Galè, però l'ús del terme "sistema" és recent. Rufus Efesi (120 dC), observà i identificà per primera vegada el cervell, la medul·la espinal i els nervis cranioespinals com una unitat anatòmica, encara que no va escriure massa sobre la funció específica que realitzava ni va apuntar cap nom especial per a aquesta unitat o sistema. Va ser fins al cap de molt temps que el "sistema" nerviós va ser nomenat per Alexander Monro (1783).
La designació de les funcions principals o bàsiques del que avui anomenem i coneixem com a sistema, va romandre gairebé sense canvis des de l'Antiguitat, però la classificació d'aquestes funcions ha estat molt diversa comparant Aristòtil, M.F. Bichat i Georges Cuvier.
El concepte incipient de divisió fisiològica del treball, va ser introduït a la dècada de 1820 pel fisiòleg Henri Milne-Edwards. Això permeté la comparació i l'estudi dels éssers vius entesos a la manera de màquines creades per l'indústria de l'home.
Inspirat en l'obra d'Adam Smith, Milne-Edwards va escriure que «el cos de tots els éssers vius, siguin animals o vegetals, s'assembla a una fàbrica... on els òrgans, comparables als treballadors, treballen incessantment per produir els fenòmens que constitueixen la vida. de l'individu». En organismes més diferenciats, el treball funcional es podria repartir entre diferents instruments o sistemes que Mine-Edwards anomenava "aparells").